# Madera de melis

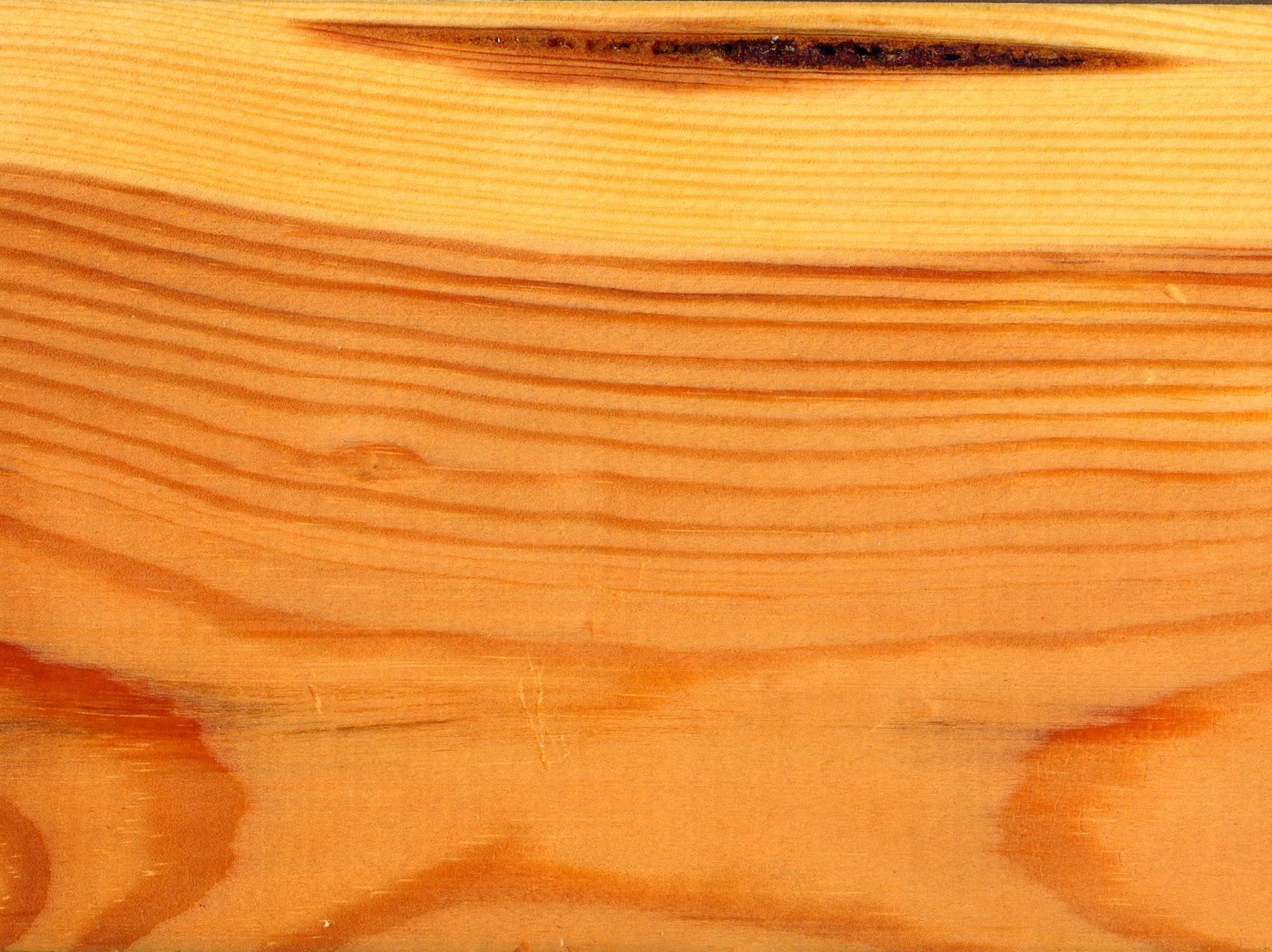
Veta típica de la madera de melis

La madera de melis es un tipo de madera que proviene de árboles de unas especies que pertenecen a la familia Pinacea, género Pinus, coníferas, que pueden conseguir los 30 metros de altura, con tipos diferentes que crecen en Europa, Eurasia y América. La referencia al color rojo se debe a su corteza, de un rojo subido en la parte alta del tronco, y pardo-rojizo en la parte inferior.
Esta madera se caracteriza por el color marrón claro a marrón rojizo y por su elevado peso. Suele tener muy pocos nudos. Probada con la lengua, tiene un sabor amargo, debido a la trementina, que sale a la superficie por la acción de raspar/pulir en forma de rezume pegajoso, llegando a tapar los poros del papel de vidrio. Se utiliza para trabajos de construcción en general. Tiene una densidad seca de unos 470 kg/m3 (- 0,47 g/cm3 - variando con las condiciones de crecimiento), una porosidad abierta del 60 %, un punto de saturación de fibra de 0,25 kg/kg y un contenido de humedad de saturación de 1,60 kg/kg.
La madera de melis contrasta con la madera blanda que proviene de gimnospermas. No se tiene que confundir la madera de melis con el duramen, que es una parte del tronco que puede provenir tanto de maderas duras como de otras clasificadas como blandas.

## Aplicaciones
Las maderas de melis son un tipo de madera muy apreciado. Tienen muchas aplicaciones, incluyendo: uso como combustible, herramientas, construcción de edificios, construcción de barcos, fabricación de muebles, instrumentos musicales, parqué, botas para líquidos, zuecos, materia prima de carbón vegetal, etc. Las maderas de melis tienden a ser más caras que las maderas blandas. Por ejemplo, sirven para hacer puertas más económicas, pero con la apariencia de melis. Se utilizan tablones delgados de madera de melis recubriendo el núcleo hecho de pino de Flandes.
Lo que la hace adecuada para los instrumentos musicales es su mayor densidad comparada con otras maderas. A causa de su alto contenido en trementina, es naturalmente bastante resistente a la carcoma. También se ha utilizado como fuente de colofonia y trementina. Las fibras de pino de melis se utilizan en la industria textil para hacer un tejido conocido como franela vegetal, que tiene una apariencia de cáñamo, pero con una textura más apretada y suave.
Las maderas de melis, así como las maderas de encina, de roble o de cerezo, son más adecuadas que las maderas blandas para quemar en las hogueras y para ahumar alimentos, dado que tienden a arder con más fuerza y durante más tiempo.

## Historia

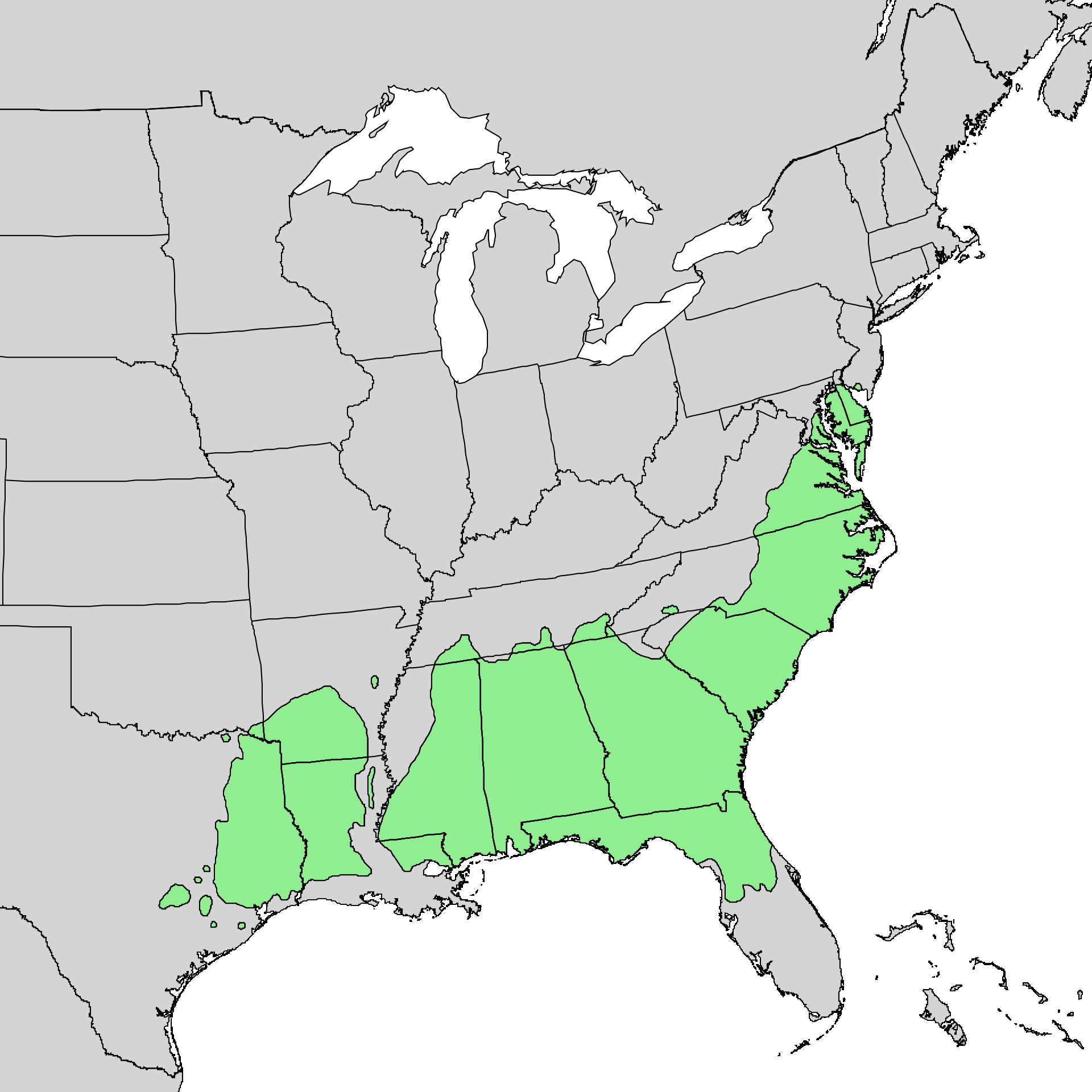
Distribución natural del Pinus taeda.

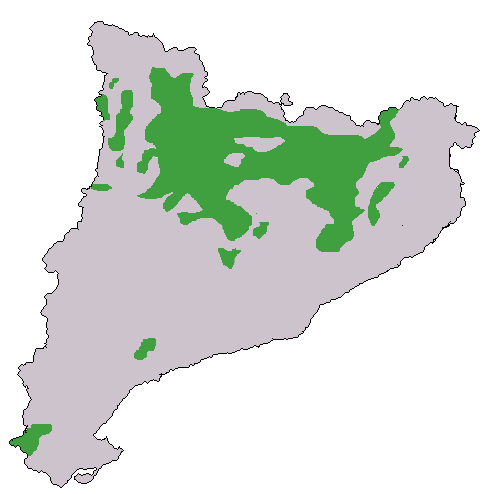
Distribución del pino rojo en Cataluña.

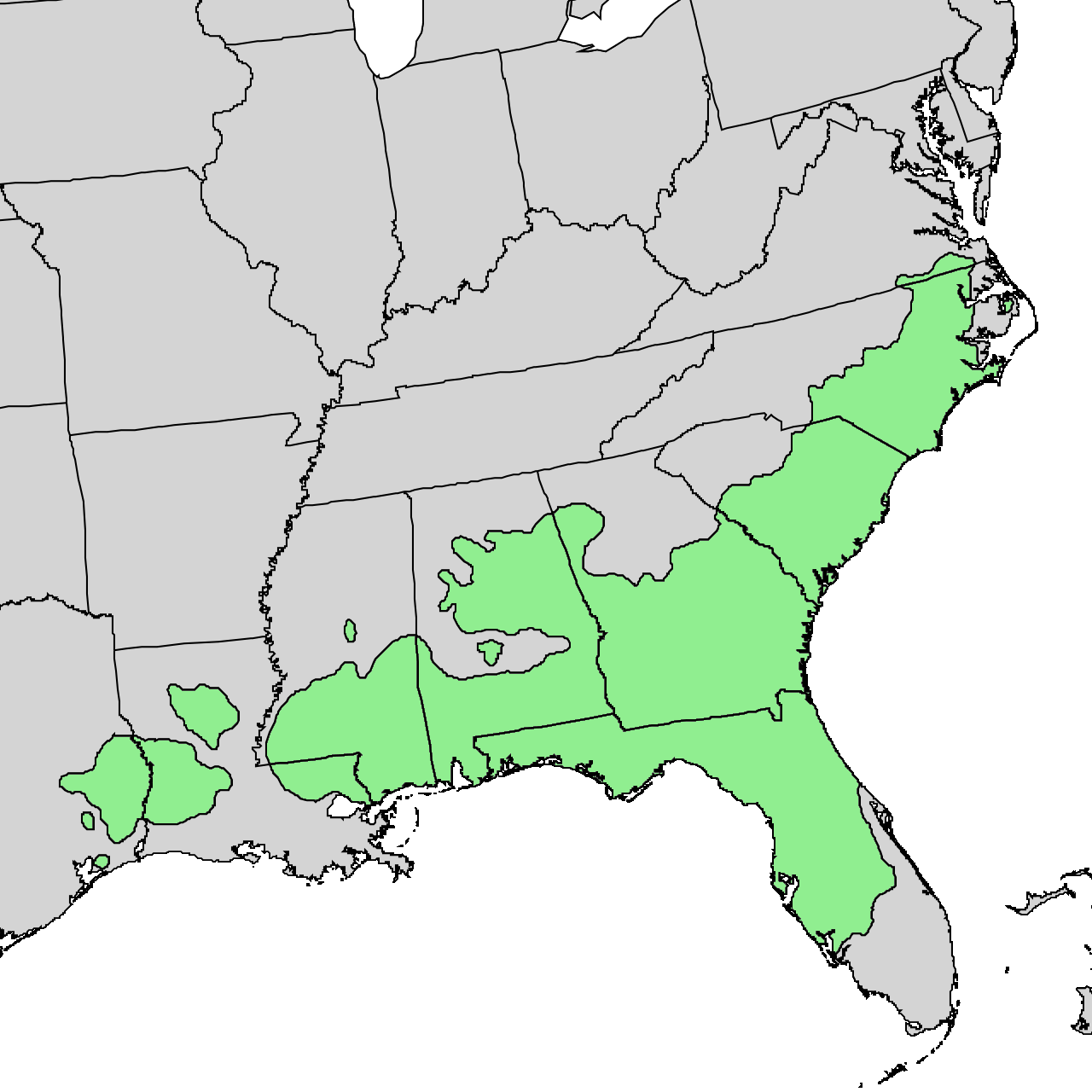
Distribución natural del Pinus palustris

### Introducción
La madera de melis se asocia a una madera usada antiguamente, y también en la actualidad. De grandes calidades, muy apreciada y buscada, alcanzaba unos precios muy elevados. Desgraciadamente no se trata de una madera única, proveniente de una sola especie de árbol y con unas propiedades técnicas uniformes. Simplificando mucho, el problema puede reducirse a dos variedades:
- la madera de melis europea (desde el siglo X y antes)
- la madera de melis americana (a partir del siglo XIX)

Hay otra dificultad que hace referencia a la densidad. La literatura sobre el tema es muy imprecisa pero habla, indirectamente, de dos variantes muy diferentes:
- una madera de melis relativamente ligera, de densidad del orden de 0,45 g/cm3
- una madera de melis muy resinosa y pesada, de densidad próxima a 1 g/cm3

La combinación de los dos aspectos considerados determina cuatro casos que hay que tener en cuenta:
- melis europea ligera (tipificada en los pinos melis de Tortosa empleados en construcción naval; densidad = 0,41)
- melis europea pesada (pinos melis, de Tortosa u otros lugares, empleados en construcción civil: vigas de casas y otras)
- melis americana ligera (mobila moderna en Valencia; del puerto de Mobile)[7]
- melis americana pesada (mobila antigua en Valencia: densidad= 0,9-1)[8]

#### Variedades de pino asociadas a la madera de melis
- Pinus sylvestris var. catalaunica
- Pinus palustris.[9]
- Pinus taeda[10]
  - densidad = 0,4-0,5

### Aspectos históricos
Hay diferentes lugares como origen de la madera de melis. Aunque hoy en día se hable del "melis americano", hay referencias del uso de la madera de melis en Cataluña al siglo XIV antes del descubrimiento de América
A finales del siglo XIX se habla de otro tipo de madera de melis, que fue muy utilizada cuando venían barcos de la Cuba colonial cargados de troncos de melis como lastre. Muchos de estos troncos se utilizaban entonces a la península como vigas y como travesías de vía férrea.

## Documentos
- 945. Tortosa era llamada Dertosa bajo el imperio romano, ocupada al 714 por los musulmanes, que en 945 construyeron por orden de Abd-ar-Rahman III un astillero tocando al Ebro, amurallada y con diecisiete torres.[12][13] El 1035 Turtusha se convirtió en la capital de un reino de taifa (en 2005 se redescubrieron los antiguos baños árabes en el barrio de Santiago -Sant Jaume, en catalán-).
- 1154. El geógrafo andalusí Al-Idrissí escribió que la madera de los pinos de Tortosa: “era la mejor del mundo conocido, por su resistencia, longitud y durabilidad...”[14]
- 1568. La Galera Real de Joan de Austria fue construida con madera de melis de Tortosa.[15]

Para esto despues de su elecion el año de 1568, a quinze de Enero, se dió orden al Duque de Francavila, y príncipe de Melito, que reside por Virrey en Catalunia, en Barcelona, hiziesse edificar esta galera de la mejor madera que se hallasse en estas partes, por ser el pino de Catalunia, el mejor leñame que en Assia, Africa, y Europa se halla fuera de las Indias Orientales assí porque es mas ligero que roble: como por ser mas fuerte que el pino ordinario, en tanto que se hazia en Barcelona el ornato de la popa...
Descripción de la Galera Real.

- 1600. Pere Gil en su Geografía (Libro primero de la historia catalana en lo cual se trata de historia o descripción natural, ço es, de cosas naturales de Cataluña), explica la forma de hacer techos a las casas de Barcelona, con tablas de melis.[16]

- 1653. Dietarios de la Generalitat. Volumen 6. Página 1260. Madera de melis para cubrir una parte de los astilleros.

- 1674. Detalles de un contrato entre el propietario (Carles de Llupià), el plóter (fray Josep de la Concepción, fraile carmelita y arquitecto) por un lado y los carpinteros (Josep Cabessa, Josep Martí mayor y Josep Martí menor) de la otra, sobre varias obras de carpintería que había que efectuar según presupuesto y condiciones determinadas. Algunas piezas tenían que ser de madera de melis.[17]
  - "Las tres finestras de la part de mitgdia de dites pesses baixes, la de la entrada y la de la part de tremuntana, en totes se fara bastiment de melis; galsa dobla, y se bastira ab metxes"
  - "dos portas foranas de melis"

- 1682. Dietarios de la Generalitat. Volumen 8. Página 591. "Bigues y llates de melis" para los astilleros de Barcelona.

- 1692. La “pirámide” de apoyo de la farola de la linterna del puerto de Barcelona tenía que ser de madera de melis de Tortosa.[18]

- 1701. Dietarios de la Generalitat. Volumen 9. Página 1305. Se acuerda pagar la cantidad acordada a Francesc Planas, un golpe comprobada que la madera comprada es de melis de Tortosa (para las obras de reedificación de la casa de guarda del General en el Portal Nuevo, que habían destruido los franceses en un asedio anterior).

- 1709. Dietarios de la Generalitat. Volumen 10. Página 954. Obras del techo del edificio del Puerto Franco. No se pueden hacer con madera de melis de Tortosa (que es en manos de los enemigos). Se aprueba hacerlas con madera de álamo.

- 1750. Encargo de la reparación de un órgano:“... ha de fer vuit contrabaxos de fusta de melis de Tortosa ab vuit respostas que farán octava alta, y sacret nou ajustat”..[19]

- El año 1771 Jordi Joan y Santacília publicó Examen marítimo teórico práctico (1771), una obra muy importante en su época dedicada a la construcción naval (que fue traducida a otras lenguas y muy valorada por los expertos).
  - Comparando la densidad y resistencia del pino de Tortosa con las de la madera de roble, Jordi Joan explica que un barco construido con madera de Tortosa (melis) sería mucho más ligero que si fuera hecho con madera de roble, a igualdad de resistencia.[20][21][22]

- 1780. En el contrato de alquiler del teatro de la Rambla de Barcelona hay un inventario de muebles y decorados en el que figuran: Dos piezas de tramoya en madera de melis, la una de sesenta palmos, y la otra de sinqüenta, y quatro palmos de altura, poco más o menos...[23]
  - La tradición de piezas de tramoya de melis hasta la época actual la recoge un libro de Tricicle[24]

- 1788. Antonio Ponz, en su “Viaje de España” menciona los pinos melis de Tortosa: "De pino melis dan bastante madera para edificios de Barcelona , y otras partes, aunque no con tanta abundancia como algún día , por hallarse algo cansados , los montes de Tortosa , de donde es la mejor que conocemos...".[1]